# Grönbrunt ekfly
Grönbrunt ekfly, Dryobotodes eremita, är en fjärilsart som beskrevs av Johan Christian Fabricius 1775. Grönbrunt ekfly ingår i släktet Dryobotodes och familjen nattflyn, Noctuidae. Arten har livskraftiga, (LC) populationer i både Sverige och Finland. Inga underarter finns listade i Catalogue of Life.

## Bildgalleri

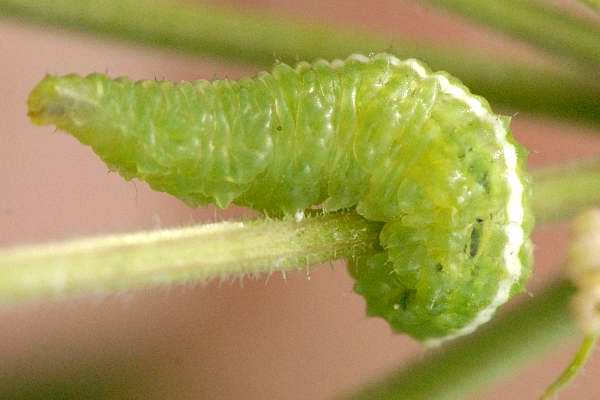
Yngre larv av grönbrunt ekfly
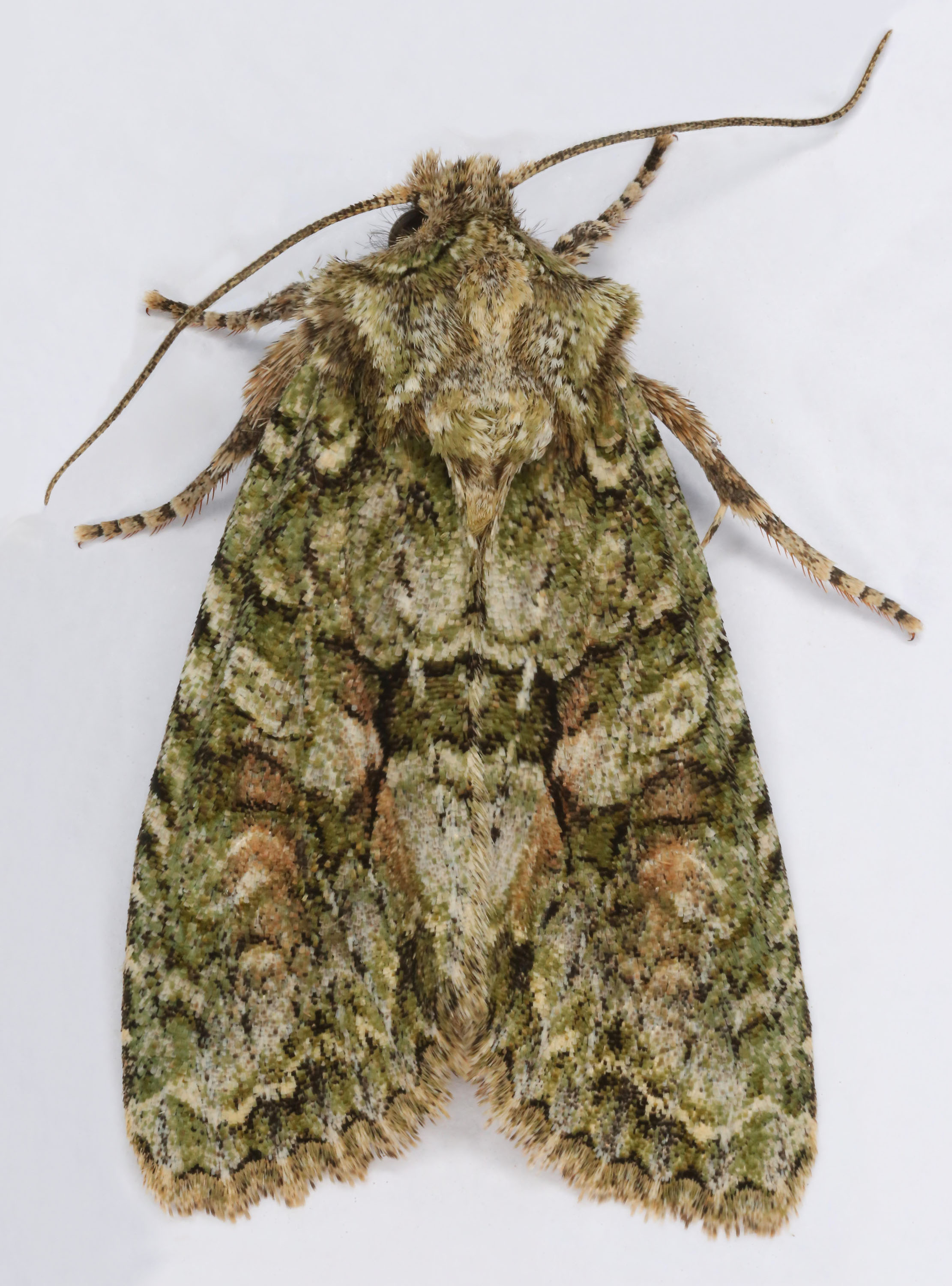
Imago fjäril